# New Zealand State Highway 14
Der New Zealand State Highway 14 (State Highway 14 oder in Kurzform SH 14) ist eine Fernstraße von nationalem Rang auf der Nordinsel von Neuseeland.

## Geographie
Die Fernstraße besitzt eine Länge von 56 km und verbindet die Stadt Whangārei am New Zealand State Highway 1 mit dem in der Nähe der Westküste verlaufenden New Zealand State Highway 12, den er in Dargaville erreicht.

## Streckenführung
Von seinem Ausgangspunkt Whanrarei führt die Straße über Maunu, Maungatapere, Whatitiri, Waiotama nach Tangiteroria, wo sie auf den Wairoa River trifft. Eine erste Schleife des Flusses nach Süden schneidet der Highway. Der nächsten großen Flusswindung nach Norden ab Tanmgowahine folgt der SH 14 nach Westen, dann nach Süden. In Awakino Point schwenkt die Straße dann nach Südwesten und erreicht kurz darauf nach Überquerung des Awakino River die Stadt Dargaville und den SH 12.